# Eliyahu House
Eliyahu House – biurowiec w osiedlu Ha-Kirja we wschodniej części miasta Tel Awiw, w Izraelu.
Przy projektowaniu architekci wzorowali się budynkiem głównej siedziby koncernu ThyssenKrupp w Düsseldorfie. Budynek został wybudowany w 1974 w ówczesnym Centrum Tel Awiwu. Obecnie tę część osiedla coraz częściej zalicza się do zachodniej części osiedla Ha-Kirja.

## Dane techniczne
Budynek ma 16 kondygnacji i wysokość 51 metrów.
Wieżowiec wybudowano w stylu architektonicznym określanym jako brutalizm. Wzniesiono go z betonu. Elewacja jest wykonana z betonu i płytek ceramicznych w kolorach białym i jasnoszarym. Na szczycie budynku od strony północnej znajduje się duży zegar.
Dwa dolne piętra budynku służą jako centrum handlowe. Powyżej znajduje się biurowiec firmy ubezpieczeniowej Eliyahu Insurance Ltd. Na najwyższym piętrze znajduje się apartament właściciela firmy, Szelomo Elijjahu.